# Gekwalificeerde meerderheid
Een gekwalificeerde meerderheid of supermeerderheid is een meerderheid die in een stemprocedure pas doorslaggevend is wanneer ze voldoet aan aanvullende voorwaarden. Ze wordt vereist wanneer niet kan worden volstaan met een gewone meerderheid (meer vóór- dan tegenstemmen) of een absolute meerderheid (ten minste de helft plus een half van een relevant aantal stemmen) om tot een bepaalde beslissing te komen of om een voorstel al of niet aan te nemen.

## Grondwetten
Het komt vaak voor dat voor grondwetten gekwalificeerde meerderheden nodig zijn, zoals:
- Voor een herziening van de Nederlandse Grondwet is in tweede lezing ten minste twee derde van de stemmen nodig.
- In België stelt de Grendelgrondwet dat twee derde van de stemmen nodig is voor het wijzigen van de grondwet, terwijl ook nog eens in beide taalgroepen een gewone meerderheid wordt vereist. Dit voor zowel de Kamer van volksvertegenwoordigers als de Senaat.
- In Slowakije is het 60 procent.
- In Rusland is dit twee derde van de stemmen. In Rusland heeft de politieke partij Verenigd Rusland sinds 2003 in haar eentje voldoende zetels (305 van de 450 zetels in de Staatsdoema) voor de grondwettelijke meerderheid.

## Filibuster
- In de Amerikaanse Senaat is drie vijfde van de stemmen nodig om een filibuster te beëindigen.

## Europese Unie
Sinds 1 november 2014, wordt bij een stemming in de Raad over een voorstel van de Commissie of van de hoge vertegenwoordiger van de Unie voor buitenlandse zaken en veiligheidsbeleid, het voorstel aangenomen bij een gekwalificeerde meerderheid. Hiervoor zijn twee voorwaarden (men spreekt ook van een "dubbele meerderheid"):
- minimaal 55% van de lidstaten is voor — met andere woorden: 15 van de 27 deelnemende landen.
- deze lidstaten vertegenwoordigen 65% van de inwoners van de EU.

Een blokkerende minderheid moet ten minste uit vier leden van de Raad bestaan; in het andere geval wordt de gekwalificeerde meerderheid van stemmen geacht te zijn verkregen.
Onder het nieuwe verdrag vallen meer beleidsterreinen onder de gekwalificeerde meerderheidsstemming dan tot nu toe. Op een groot aantal beleidsterreinen moet echter met unanimiteit door de lidstaten besloten worden, waarbij elk land dus zijn vetorecht behoudt.

### Vóór het Verdrag van Lissabon
Voor het Verdrag van Lissabon kreeg elk land een bepaald aantal stemmen toegewezen op basis van de inwonersaantallen van dat land.
Om een gekwalificeerde meerderheid te halen moest worden voldaan aan:
- behalen van minstens 255 van de totale 345 stemmen (73.9%)
- wordt gesteund door een meerderheid van lidstaten
- Deze landen vertegenwoordigen samen ten minste 62% van de bevolking van de EU.